# Damien Guillon
Pour les articles homonymes, voir Guillon (homonymie).
Damien Guillon est un contreténor baroque français né à Rennes en 1981. Il est le fondateur de l'ensemble le Banquet Céleste.

## Biographie
Originaire de Rennes, Damien Guillon démarre son apprentissage musical à l'âge de neuf ans, à la Maîtrise de Bretagne, sous la direction de Jean-Michel Noël. Il y reçoit une éducation musicale complète et a également l'occasion de se produire comme soprano solo dans des oratorios baroques et opéras.
Lors de sa mue, vers l'âge de treize ans, il réalise qu'il se sent plus à l'aise dans les registres aigus. Il suit alors les conseils de ses professeurs en travaillant désormais principalement à développer sa voix de tête.
Son baccalauréat obtenu, il intègre de 1998 à 2001 la Maîtrise du Centre de musique baroque de Versailles, sous la direction d'Olivier Schneebeli. Il y parfait son apprentissage en chantant au sein du chœur des Pages et des Chantres du Centre de musique baroque, et a l'occasion de travailler avec des professionnels tels Howard Crook, Jérôme Corréas, ou encore Alain Buet. Il y étudie également l'orgue et le continuo, ce qui lui vaudra les Premiers prix de basse continue et de clavecin au Conservatoire de Boulogne-Billancourt.
Il est admis en 2004 à la Schola Cantorum Basiliensis, à Bâle (Suisse), où il suit entre autres l'enseignement du contreténor allemand Andreas Scholl.
En 2007, il joue le rôle de Curtio dans Il Sant'Alessio de Stefano Landi, une production dont la distribution comporte neuf contreténors.
En 2009, il fonde son ensemble baroque qu'il dirige tout en chantant, le Banquet Céleste, dont le nom est un hommage à sa Bretagne natale. Le Banquet Céleste fait en effet référence au titre d'un recueil de motets écrits au XVIIe siècle par Daniel Danielis, maître de chapelle de la cathédrale de Vannes. Il s'agit d'un ensemble à géométrie variable, comprenant un noyau dur de sept musiciens, mais dont l'effectif peut aller jusqu'à quarante en fonction du répertoire abordé. Depuis 2015, le Banquet Céleste est en résidence à l'Opéra de Rennes et également ensemble associé au Théâtre de Cornouaille à Quimper. 
Au cours de sa carrière, Damien Guillon a eu l'occasion de collaborer avec des chefs renommés comme Philippe Herreweghe, William Christie ou encore Hervé Niquet. Il est régulièrement invité à se produire avec son ensemble ou en tant que soliste dans le cadre de festivals de musique ancienne. Très intéressé par la direction d'ensembles, il a également été invité à diriger des formations en concerts, notamment le Collegium Vocale Gent au Festival de Saintes à l'invitation de Philippe Herreweghe. 
Bien qu'il revendique une certaine discrétion médiatique, son travail et ses enregistrements sont régulièrement salués par la critique, : son disque consacré à John Dowland a ainsi reçu le Prix Alfred Deller de l’Académie du Disque Lyrique, tandis que son enregistrement des Cantates 35 et 170 de Jean-Sébastien Bach a reçu les fff du magazine Télérama, quatre Diapasons d'or décernés par le magazine Diapason, ainsi que les 4 étoiles du magazine Classica. Plus récemment, son enregistrement du Psaume 51 de Jean-Sébastien Bach a reçu les ffff du magazine Télérama.

## Discographie

### CD
En solo ou avec le Banquet Céleste :
- John Dowland, Lute songs. Avec Éric Bellocq. Outhere, 2012.
- Jean-Sébastien Bach, Cantatas BWV 35, BWV 170, Trio BWV 527. Avec le Banquet Céleste, Maude Gratton. Outhere, 2012.
- Jean-Sébastien Bach, Psalm 51 (BWV 1083), Antonio Vivaldi, Nisi Dominus (RV 608). Avec le Banquet Céleste, Céline Scheen. Glossa, 2016.

Invité
- Michel-Richard De Lalande, Grands Motets. Avec Salomé Haller, Howard Crook, Herve Lamy, Alain Buet, La Grande Écurie et la Chambre du Roy, Les Pages & les Chantres de Versailles, Olivier Schneebeli. EMI 2002.
- Jean-Baptiste Lully, Grands Motets. Avec Olivier Schneebeli, Amel Brahim-Djelloul, Howard Crook, Arnaud Marzorati, Hervé Lamy, Les Pages & Les Chantres du Centre de Musique Baroque de Versailles. K617, 2005.
- Stefano Landi La Morte d' Orfeo (rôle de Fosforo). Avec Akademia, Françoise Lasserre. Outhere, 2008.
- Jean-Sébastien Bach, Cantates BWV 12, 78 et 150, Motet BWV 118. Avec Françoise Lasserre, Akademia, Veronika Winter, Marcel Beekman, Benoit Arnould. Outhere, 2009.
- Henry Purcell, John Blow, Odes and songs. Avec Carlos Mena, Philippe Pierlot, Ricercar Consort. Mirare Production, 2010.
- Jean-Sébastien Bach, Passion selon Saint-Matthieu BWV 244 . Avec Paul Agnew, Alan Ewing, Alain Buet, Olga Pasichnyk, Donat Havar, Marc Boucher, Choeur de Chambre de Namur, Choeur Maîtrisien du Conservatoire de Wasquehal, La Grande Écurie et la Chambre du Roy, Jean-Claude Malgoire. Calliope, 2010.
- Jean-Sébastien Bach, Motets BWV 225 à 230. Avec Dorothee Mields, Zsuzsi Tóth, Maria Keohane, Robin Blaze, Thomas Hobbs, Hans Jörg Mammel, Peter Kooij, Stephan MacLeod, Collegium Vocale Gent, Philippe Herreweghe. Outhere, 2011.
- Jean-Sébastien Bach, Ach Susser Trost! Leipzig Cantatas. Avec Hana Blazikova, Thomas Hobbs, Peter Kooij, Collegium Vocale Gent, Philippe Herreweghe. Outhere, 2012.
- Jean-Sébastien Bach, Messe en si mineur BWV 232. Avec Dorothee Mields, Hana Blazikova, Thomas Hobbs, Peter Kooij, Collegium Vocale Gent, Philippe Herreweghe. Outhere, 2012.
- Jean-Sébastien Bach, Jan Dismas Zelenka, Lamentationes. Avec Marcus Ullman, Lieven Termont, Il Gardinello, Marcel Ponseele. Passacaille, 2012.
- Jean-Sébastien Bach, Cantatas Volume 54, Avec Hana Blazikova, Geerd Turk, Peter Kooij, Bach Collegium Japan, Masaaki Suzuki. Bis records, 2013.
- Jean-Sébastien Bach, Ich elender Mensch - Leipzig Cantatas. Avec Dorothee Mields, Thomas Hobbs, Peter Kooij, Collegium Vocale Gent, Philippe Herreweghe. Outhere, 2014.
- Jan Dismas Zelenka, Lamentationes Jeremiae Prophetae ZWV 53. Avec Daniel Johannsen, Thomas Kral, Jana Semeradova, Collegium Marianum. Supraphon, 2014.
- LAMENTO, avec Café Zimmermann, Outhere, 2020.

### DVD
Stefano Landi, Il Sant'Alessio. Avec Philippe Jaroussky, Max Emanuel Cencic, Xavier Sabata, Alain Buet, Pascal Bertin, José Lemos, Luigi De Donato, Jean-Paul Bonnevalle, William Christie, Les Arts Florissants. Erato, 2008.